# Климачёв, Владимир Михайлович
Владимир Михайлович Климачёв (3 сентября 1943 — 12 июня 2015, Саратов, Россия) — советский и российский тренер и арбитр по боксу, заслуженный тренер России.

## Биография
Начал заниматься боксом в 1959 г. Мастер спорта. Через шесть лет занялся тренерской деятельностью. Подготовил мастеров спорта международного класса Анатолия Семёнова и Ивана Новиков.
В 1973—1985 гг. являлся заместителем председателя спортивного общества «Трудовые резервы», в 1985—1999 гг. директором областной школы высшего спортивного мастерства. В этот период впервые с 1980 г. ее воспитанники завоевали олимпийские медали — бронзовыми призерами Игр в американской Атланте (1996) стали гребцы академического стиля Николай Аксёнов и Павел Мельников.
Являлся вице-президентом федерации бокса Саратовской области.

## Награды и звания
Заслуженный тренер России (2000).
Заслуженный работник физической культуры и спорта СССР, судья международной категории по боксу.